# Pampa de los Guanacos
Pampa de los Guanacos è una città dell'Argentina, appartenente alla provincia di Santiago del Estero, situata nell'angolo nord-orientale della provincia.